# Leoparda
Leoparda war eine spätantike römische Gynäkologin, die am Hof Kaiser Gratians (359–383) tätig war.
Leoparda wird einzig kurz in dem Werk Euporiston des Theodorus Priscianus, dem Arzt Kaiser Gratians, erwähnt. Er schrieb es, um Frauen als Ärztinnen auszubilden. In dem Buch berichtet er, dass Leoparda eine respektierte Gynäkologin war, doch dass ihre Heilmittel nicht wissenschaftlicher waren als jene des Pedanios Dioskurides. Das Buch beinhaltete Zitate von Soranus von Ephesus, Cleopatra und Aspasia. Ein Teil des Buchtexts wurde in Reimform verfasst.
Judy Chicago widmete Leoparda eine Inschrift auf den dreieckigen Bodenfliesen des Heritage Floor ihrer 1974 bis 1979 entstandenen Installation The Dinner Party. Die mit dem Namen Leoparda beschrifteten Porzellanfliesen sind dem Platz mit dem Gedeck für Theodora I. zugeordnet.

## Quelle
- Theodori Prisciani Euporiston libri III. Ed. Valentin Rose. Teubner, Leipzig 1894 (Digitalisat).